# Silberen
Die Silberen ist eine Bergkuppe am Pragelpass, die der gleichnamigen geschützten Landschaft den Namen gegeben hat. Der Name leitet sich von der hellen Farbe des nackten Felses ab.

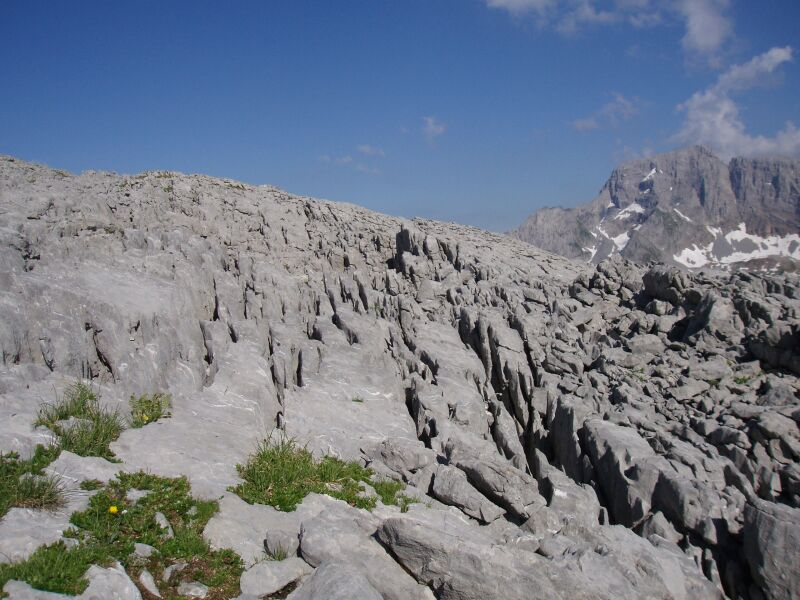
Karrenfelder auf der Silberen

Es handelt sich um eine in der Schweiz einmalige Karstlandschaft, die alle Zwischenstufen vom nackten Fels bis zur geschlossenen Vegetationsdecke und zum subalpinen Wald aufweist.
Eine Besonderheit stellt das Karrenfeld dar, welches das grösste der Schweiz ist. Das Karrenfeld ist hauptsächlich eine Bildung im Schrattenkalk, der vor ca. 125 Millionen Jahren abgelagert wurde.
Im Winter ist die Silberen ein beliebter Berg für Skitouren.
Zur geschützten Landschaft gehört auch der westlich von der Silberen gelegene Bödmerenwald im obersten Teil des Muotatals, ein subalpiner Fichtenwald, der der grösste Fichtenurwald der Alpen ist. Wegen der zahlreichen Karstlöcher und Dolinen sollte man sich im Wald strikt an die Wege halten.
Die Silberen befindet sich über den Höhlensystemen des Höllochs und Silberensystems. Auf dem Gipfel befindet sich ein Denkmal der Fliegerstaffel 1 mit dem Vogel Roch.